# Уэст, Джон Ричард, 4-й граф де ла Варр
Джон Ричард Уэст, 4-й граф де ла Варр (англ. Джон Ричард Уэст, 4-й граф де ла Варр; 28 июля 1758 — 28 июля 1795) — британский аристократ и придворный. Он был известен как Достопочтенный Джон Уэст с 1761 по 1795 год.

## Ранняя жизнь
Родился 28 июля 1758 года. Второй сын генерал-лейтенанта Джона Уэста, 2-го графа де ла Варра (1729—1777), Мэри, графини де ла Варр (урожденной Вильярд) (ум. 1784).

## Карьера
Он получил образование в Итонском колледже (Виндзор, графство Беркшир).
Служил в чине лейтенанта во 2-й гвардейской пехотной дивизии. С 1778 по 1783 год — шталмейстер королевы-консорта Шарлотты. С 1789 по 1795 год — en:Lords and Gentlemen of the Bedchamberлорд опочивальни.
В январе 1783 года после смерти своего бездетного старшего брата, Уильяма Огастеса Уэста, 3-го графа де ла Варра (1757—1783), Джон Ричард Уэст унаследовал титулы 4-го графа де ла Варра, 4-го виконта Кантелупа и 10-го барона де ла Варра.

## Личная жизнь
22 апреля 1783 года лорд Де Ла Варр женился на Кэтрин Лайель (1756 — 27 мая 1826), дочери Генри Лайелла из Борна, Кембриджшир, шведского дворянина, эмигрировавшего в Англию, и Кэтрин Аллестри (единственный ребенок Джорджа Аллестри из Алвастона, Девон). У супругов родились сын и дочь:
- Леди Кэтрин Джорджиана Уэст (1788 — 7 марта 1824)[3], в 1817 году вышла замуж за подполковника Джозефа Д’Арси, который служил адъютантом Ричарда Уэлсли, 1-го маркиза Уэлсли[4].
- Джордж Джон Уэст, 5-й граф де ла Варр (26 октября 1791 — 23 февраля 1869), который в 1813 году женился на леди Элизабет Сэквилл, дочери Джона Сэквилла, 3-го герцога Дорсета.

Лорд де ла Варр скончался в июле 1795 года в возрасте 37 лет, и титул унаследовал его единственный сын Джордж. Леди Де Ла Варр умерла 27 мая 1826 года и была похоронена в Борне в Кембриджшире.